# Hadrian W. Koch
Hadrian Koch OFM (* 28. Oktober 1944 in Großenlüder als Willibald Koch) ist ein deutscher Ordensgeistlicher und römisch-katholischer Theologe. Er war ab 2007 letzter Provinzialminister der Thüringischen Franziskanerprovinz von der hl. Elisabeth, bevor die seitherigen vier deutschen Provinzen sich 2010 zu einer einzigen, der Deutschen Franziskanerprovinz von der hl. Elisabeth, zusammenschlossen.

## Leben
Willibald Koch besuchte das Gymnasium mit Internat der Franziskaner in Watersleyde (bei Sittard in Holland), wo er 1966 das Abitur ablegte. Im Anschluss daran trat er dem Franziskanerorden bei und nahm den Ordensnamen Hadrian an. Er studierte von 1966 bis 1972 Philosophie und Theologie in Sigmaringen, Fulda, Münster und München. Am 26. März 1972 wurde er im Fuldaer Dom von Bischof Adolf Bolte zum Priester geweiht. An der Albert-Ludwigs-Universität Freiburg vertiefte er bis 1975 sein Wissen mit einem Zusatzstudium in Pastoraltheologie und Religionspädagogik. Ab 1977 war er am Gymnasium in Großkrotzenburg, das seit 1967 das Lehrinstitut in Watersleyde abgelöst hatte, als Lehrkraft und bis zur Schließung des Internats 1980 auch als Internatsleiter tätig. Zusätzlich war er 1985 bis 1995 und zwischen 1997 und 2007 Guardian des Franziskanerklosters in Großkrotzenburg. In verschiedenen Ordensprovinzen war er als Generalvisitator tätig und begleitete in dieser Funktion beispielsweise den Zusammenschluss der Tiroler und Südtiroler Ordensprovinzen. Ab April 2007 bis zu deren Auflösung zum 1. Juli 2010 war er Provinzialminister der Thüringischen Franziskanerprovinz. Pater Hadrian war ebenfalls als Vorsitzender des Franziskanischen Bildungswerks tätig und in derselben Funktion in der Stiftung Franziskanische Bildung und Erziehung.
Zusätzlich war er als Redakteur der Zeitungen und Zeitschriften Bruder Franz und Mit Franziskus tätig. Er ist Autor mehrerer Bücher sowie in mehreren Diözesanzeitschriften und in der Zeitschrift Gottes Wort im Kirchenjahr tätig. Seit 1981 war er im Deutschlandradio und der Deutschen Welle und seit 1983 beim Hessischen Rundfunk in religiösen Hörfunksendungen zu hören.
Koch ist seit 1976 Mitglied der katholischen Studentenverbindung KDStV Hercynia Freiburg im Breisgau. Er lebt im Konvent in Großkrotzenburg.

## Werke
- Werkzeug des Friedens. Werl/Westfalen (Dietrich-Coelde-Verlag) 1975
- Hadrian W. Koch und Helmut Schlegel (Hrsg.): Die Zukunft ist ein Samenkorn - Ein Buch zum Lesen, Beten, Meditieren und Singen für junge Leute. Verlag Bruder Franz, Großkrotzenburg 1983, ISBN 3-87163-183-3, S. 160.
- Kloster Frauenberg in Fulda. Petersberg (Imhof) 2009, 2. Auflage 2013